# Varadka
Varadka (allemand : Kleinwardein, est un village de Slovaquie situé dans la région de Prešov.

## Histoire
Première mention écrite du village en 1492.

## Démographie

### Évolution de la population
| Année:               | 1994. | 2004.    | 2014.    | 2024.   |
| -------------------- | ----- | -------- | -------- | ------- |
| Nombre de personnes: | 131   | 174      | 200      | 251     |
| Différence:          |       | +32,82 % | +14,94 % | +25,5 % |

| Année:               | 2023. | 2024.   |
| -------------------- | ----- | ------- |
| Nombre de personnes: | 251   | 251     |
| Différence:          |       | +1,42 % |